# Paula D’Hondt
Paula Rosa D’Hondt-Van Opdenbosch (ur. 27 sierpnia 1926 w Kerksken, zm. 23 listopada 2022 w Haaltert) – belgijska oraz flamandzka polityk, senator, w latach 1988–1989 minister w rządzie federalnym.

## Życiorys
Z wykształcenia i zawodu asystentka społeczna. Podjęła działalność polityczną w ramach Chrześcijańskiej Partii Ludowej. Od 1974 do 1991 (z krótkimi przerwami) była członkinią Cultuurraad i następnie powstałej w miejsce tego organu Rady Flamandzkiej. W latach 1974–1991 zasiadała również w Senacie. Od grudnia 1981 do maja 1988 w rządzie federalnym pełniła funkcję sekretarza stanu do spraw poczty, telefonii i telegrafów. Następnie do stycznia 1989 sprawowała urząd ministra robót publicznych w ósmym gabinecie Wilfrieda Martensa. W 1989 król Baldwin powołał ją na królewskiego komisarza do spraw polityki migracyjnej, stanowisko to zajmowała do 1993.
W 1992 otrzymała honorowy tytuł ministra stanu.